# NICO Touches the Walls
NICO Touches the Walls（ニコ・タッチズ・ザ・ウォールズ）は、日本のロックバンド。2004年結成。2019年活動終了。2015年以降、アコースティック編成の名義としてACO Touches the Wallsが用いられることもある。略称は、NICO、ニコ、NTtWなど。

## メンバー
※詳細は各人の記事を参照。
光村龍哉（みつむら たつや、1985年9月8日 - ）
- ボーカル、ギター担当。ほとんどの楽曲の作詞作曲を手掛ける。愛称は『みっちゃん』。千葉県浦安市出身。高校時代は軽音楽部に所属。
- 楽曲の中には中高生時代に1人もしくはバンドで作った曲も多く見られる（「病気」、「雨のブルース」、「雲空の悪魔」、「TOKYO Dreamer」など）。
- 2020年からTHE LODGERSで活動。
- 現在ZIONのボーカル、ギターとして活動。

古村大介（ふるむら だいすけ、1985年3月1日 - ）
- ギター担当。一部楽曲の作詞作曲を手掛ける(「夕立マーチ」「アルペジオ」など)。愛称は『古くん』。北海道函館市生まれ、千葉県育ち。高校時代は陸上部にごく短期間所属したのち、軽音楽部に所属。光村の一つ上の先輩にあたる。
- 2020年現在、表立った活動は不明。

坂倉心悟（さかくら しんご、1985年7月24日 - ）
- ベース担当。一部楽曲の作詞作曲を手掛ける(「Endless roll」「マトリョーシカ」、「チェインリアクション」(作曲は古村との共作)など)。愛称は『さっかん』『しんちゃん』（近年古村からのみ『心悟さん』）。メンバーではただ1人出身高校が異なる。早稲田大学人間科学部卒業。
- 光村とは共通の友人を介して知り合い、NICO Touches the Wallsが結成される以前に二人はB+ (bplus)というバンドを組んでいた。
- 2020年現在、表立った活動は不明。

対馬祥太郎（つしま しょうたろう、1985年1月28日 - ）
- ドラム担当。一部楽曲の作詞を手掛ける(「ニワカ雨ニモ負ケズ」「太陽が笑ってら」「口笛吹いて、こんにちは」(光村との共作)、「紅い爪」「サラダノンオイリーガール?」)。愛称は『ティム』。高校時代は軽音楽部に所属し、部長を務めていた（次代部長は光村）。光村の一つ上の先輩にあたる。古村とは小学3年生で古村が函館から引っ越してきて転入したクラスの同級生であった。
- HiGEから「日本でも屈指の髭の似合う男」と言われた（2010年3月26日OAのオンタマにて）。
- 2020年からXを開始。またBAR「FiGARO 原宿 H-14」で勤務していることを報告した。

### サポートメンバー
- 浅野尚志
  - ギター、キーボード、バイオリン担当。11thシングル『夢1号』より一部楽曲でプロデュースを担当。2016年、浅野の地元金沢で開催された「百万石音楽祭 2016～ミリオンロックフェスティバル～」に浅野は当初見に行く予定だったが、メンバーから「だったら一緒にやろうよ」と誘いを受けサポートとして参加（同公演のMCにて）。以降ツアーやフェスなどバンドのライブに継続的に帯同している。
- 野間康介
  - キーボード担当。一部楽曲で編曲を担当。主に「NICO Touches the Walls LIVE2009 All,Always Walls vol.3 〜Turkeyism〜」や「NICO Touches the Walls TOUR2009〜2010『& Auroras』」、「NICO Touches the Walls TOUR2012 "HUMANIA"」（追加公演含む）のツアーに参加。

## 来歴
結成まで
- 光村、坂倉を含むメンバーでB+(bplus) を結成。

2004年
- 4月、光村、古村、坂倉の3人でバンドを結成。光村がリハーサルスタジオの狭いトイレでよろめいて壁に触れたときに「壁に触れるという行為は壁の向こうにある世界、日常から新しい世界を創造するというイメージにつながる」と考えたことから現在のバンド名が付けられた。「NICO」とは女性の名前で、「外人の女性の名前をバンド名に入れたかった」と話している。
- 7月、対馬が加入しメンバーが揃う。
- 11月、TEENS' MUSIC FESTIVAL全国大会に出場。優勝に準ずるLOTTE賞を受賞。（演奏曲「そのTAXI,160km/h」）

2005年
- 渋谷CHELSEA HOTEL、柏CLUB ZAXにてマンスリーライブを展開。

2006年
- 1月、下北沢club251にて初のワンマンライブ「成人前夜」を敢行。正式な音源が未発表だったにも拘わらず200人以上を動員。
- 2月、1stミニアルバム『Walls Is Beginning』をリリース。
- 9月、2回目のワンマンライブ「All,Always Walls」を渋谷CLUB QUATTROにて行う。
- 10月、2ndミニアルバム『runova x handover』をリリース。

2007年
- 6月
  - 「Primitive-disc『Eden』」をリリース。
  - 代官山UNITにてワンマンライブ『〜目には目を　雨には雨を〜』を行う。
  - 新木場STUDIO COASTで行われた『FUN FOR ALL THE FAMILY 〜TLGF 10th Anniversary Party〜』に出演。
- 8月
  - 大阪なんばHatchで行われた「88ROCK!! Hatch Go Round」にOpening Actとして出演。
  - SUMMER SONIC 07に大阪・東京と出演。
- 9月、凛として時雨 レコ発TOUR 07 "NAKANO Inspiration"に仙台・札幌・新潟に参加。
- 10月
  - スペースシャワー列伝 JAPAN TOUR 2007に参加。
  - MINAMI WHEEL 2007に出演。BIGCATを満員にする。
- 11月　メジャー1stミニアルバム 『How are you?』をキューンレコードよりリリースし、メジャー・デビュー。
- 12月、「rockin'on presents COUNTDOWN JAPAN 07/08」に出演。

2008年
- 2月
  - 東・阪クアトロにて「GRAPEVINE Club Circuit 2008」に参戦。
  - メジャー1stシングル『夜の果て』リリース。
- 3月
  - 新木場STUDIO COASTにて「BRITISH ANTHEMS」に出演。
  - 水道橋・JCBホールにて「20th J-WAVE McDonald's TOKYO REAL-EYES presents LIVE SUPERNOVA FESTIVAL」に出演。
- 4月、東・名・阪にて「NICO Touches the Walls TOUR2008 〜ナハトムジーク〜」を開催。恵比寿リキッドルームを含めチケット即日SOLD OUT.
- 6月、2nd シングル 『THE BUNGY』 リリース。
- 7月〜10月、各地夏フェス及びイベントに参加。全15本。
- 8月、3rd シングル 『Broken Youth』リリース。『Broken Youth』はテレビアニメ「NARUTO -ナルト- 疾風伝」の主題歌となる。
- 9月、1st フルアルバム 『Who are you?』リリース 。
- 10月、SHIBUYA-AXにて「We are NICO Touches the Walls. 〜A Queen of the Night〜」を開催。チケット即日SOLD OUT.
- 11月〜12月初の全国ツアー「NICO Touches the Walls TOUR2008 Bon voyage,Etranger」を開催。全公演チケット即日SOLD OUT。
- 12月
  - 「rockin'on presents COUNTDOWN JAPAN 08/09」に出演。10,000人を動員。
  - 「rockin'on presents COUNTDOWN JAPAN 08/09-WEST」に出演。

2009年
- 4月、「ARABAKI ROCK FEST.09 」に出演。雨の中3,000人を動員。
- 5月、4th シングル『ビッグフット』リリース。
- 6月、東・名・阪にて「NICO Touches the Walls LIVE2009 All,Always Walls vol.3 〜Turkeyism〜」を開催。初の野外ライブを日比谷野外大音楽堂で行い、3,000人を動員。立見も含めてSOLD OUT.
- 7月、各地夏フェス、イベントに多数参戦。（記載例として[1]）
- 8月、5th シングル『ホログラム』リリース。『ホログラム』はアニメ「鋼の錬金術師 FULLMETAL ALCHEMIST」オープニングテーマ、『風人』は 映画「蟹工船」主題歌となる。
- 11月
  - 6th Single『かけら-総べての想いたちへ-』リリース。
  - 「1125前夜シークレットライヴ」を都内某所で開催。
  - 2nd フルアルバム『オーロラ』リリース。
- 12月
  - 1st Live DVD「NICO Touches the Walls LIVE2009 All,Always,Walls vol.3 〜Turkeyism」 リリース。
  - 翌年1月にかけてZepp Osaka、Zepp Tokyoを皮切りに2度目の全国ツアー「NICO Touchess the Walls TOUR 2009〜2010「& Auroras」」を開催。3月の追加公演の日本武道館を含む、のべ2万人を動員。

2010年
- 3月
  - 1st Clip DVD「NICO Touches the Walls Library Vol.1」リリース。
  - 「NICO Touches the Walls TOUR2009〜2010「& Auroras」追加公演「Walls Is Beginning」を日本武道館で開催。
- 5月〜6月、横浜BLITZ公演を含むTOUR2010「ミチナキミチ」を開催。これまでの単独公演では行ったことのない都市でワンマンライブを行い、全7公演それそぞれで毎回異なった新曲を披露するという新しい試みを行った。このツアーで披露された曲の多くは翌年発売の新アルバム『PASSENGER』収録され、その他も後々にシングル曲として音源化されたが、最終横浜BLIZ公演で披露された『YOU』のみいまだに音源化されていない。
- 7月〜9月、夏フェス各所8公演に出演。
- 8月、7th シングル『サドンデスゲーム』をリリース。前述のツアー「ミチナキミチ」において全公演で披露された「サドンデスゲーム」がA面に、長崎公演で披露された「泣くのはやめて」がB面に収録された。
- 9月、LIVE2010 Apollo&Lunaを9月25日大阪城野外音楽堂で、10月7日に渋谷C.C.Lemonホールで開催。

2011年
- 1月
  - 8th シングル『Diver』、2nd Live DVD「NICO Touches the Walls TOUR 2010『ミチナキミチ』」を同時リリース。『Diver』はテレビアニメ「NARUTO -ナルト- 少年篇」「NARUTO -ナルト- 疾風伝」主題歌となる（NARUTOとのタイアップは2度目）。
  - NICO Touches the Walls × flumpool split Tour 2011を開催。
- 4月
  - 3rd フルアルバム『PASSENGER』をリリース。オリコン初登場15位を獲得。
  - 6月にかけて追加公演Zepp Tokyoを含むTOUR 2011 PASSENGER〜We are Passionate Messenger〜を開催。
- 8月
  - 9th シングル『手をたたけ』リリース。KDDI「au LISMO!」CMソングとなり、話題となる。
  - 9月にかけて夏フェス各所6公演に出演。
- 9月、配信限定シングル 『Endless roll』リリース。
- 11月、「1125(イイニコ)の日 ライブ」を仙台Rensaで開催。
- 12月、4th アルバム『HUMANIA』リリース　オリコン初登場10位を獲得。

2012年
- 1月
  - 3rd Live DVD『NICO Touches the Walls TOUR 2011 PASSENGER 〜We are Passionate Messenger〜』リリース。
  - 2月にかけて、Zepp Tokyoを含む「NICO Touches the Walls TOUR2012 "HUMANIA"」を開催。
- 3月、幕張メッセイベントホールを含む「NICO Touches the Walls TOUR2012 "HUMANIA"追加公演 "Ground of HUMANIA"」を開催。
- 5月、10th シングル『夏の大三角形』、Music Clip DVD「Library vol.2」同時リリース。同日「NICO Touches the Walls FREE LIVE in 代々木公園」開催　7000人を動員。『夏の大三角形』は「カルピスウォーター」の2012年度CMソングとなり、話題となる。
- 7月〜8月にかけて夏フェス各所8公演に出演。
- 9月〜10月にかけて、NHKホール、オリックス劇場を含む「NICO Touches the Walls TOUR2012 "ALGORHYTMIQUE"」を全国23公演で開催。
- 11月、「1125（イイニコ）の日ライブ」を横浜BLITZで開催。GRAPEVINEを招き初の対バン形式で行う。
- 12月
  - 11th シングル「夢1号」リリース。
  - 「COUNTDOWN JAPAN 12/13」EARTH STAGEにて出演。
  - 「『Ready Set Go!!』Count Down Live2012 ⇒ 2013　supported by A-Sketch」に出演。

2013年
- 3月、12thシングル『Mr.ECHO』をリリース。
- 4月、5thアルバム『Shout to the Walls!』リリース。キャリア最高位となるオリコン初登場5位を獲得。同日、LIQUIDROOM ebisu にてアルバムリリースを記念したスペシャルライブを行う。
- 5月〜7月にかけてホールツアー「NICO Touches the Walls TOUR 2013 "Shout to the Walls!"」開催。
- 7月
  - 13thシングル『ニワカ雨ニモ負ケズ』をリリース。『ニワカ雨ニモ負ケズ』はテレビアニメ「NARUTO -ナルト- 疾風伝」の3度目の主題歌となる。
  - 9月にかけて各夏フェスに参戦。
- 11月、『1125(イイニコ)の日ライブ』をZepp DiverCityで開催。同公演にて翌年2月にキャリア初となるベストアルバムのリリースと1カ月に渡って籠城型ライブを開催すること、8月に2度目の日本武道館公演を行うことが発表された。

2014年
- 1月、東名阪で対バンツアー「ニコ　タッチズ　ザ　ウォールズ　ノ　フェスト」を開催。大阪公演にてBIGMAMA、愛知公演にて［Alexandros］、東京公演にてクリープハイプと対バン。
- 2月
  - 1日〜東京都渋谷区神宮前にあるギャラリーを改装したライブハウス「カベニミミ」にて1カ月間、計20公演に及ぶ籠城型ライブ『ニコ　タッチズ　ザ　ウォールズ　ノ　ヒミツキチ　「カベニミミ」』を開催。
  - 5日、1stベストアルバム『ニコ　タッチズ　ザ　ウォールズ　ノ　ベスト』をリリース。オリコン最高位5位を獲得。
- 3月
  - 14thシングル『ローハイド』リリース。
- 5月
  - フェス2本に出演。
  - 東名阪Zeppにおいてツアー「ニコ　タッチズ　ザ　ウォールズ　ノ　ゼップ」を開催。5公演全てでセットリストが異なり、近年のツアーでは披露されなかった曲も多数演奏された。
- 6月
  - 15thシングル『天地ガエシ』リリース。『天地ガエシ』はMBS/TBS系アニメーション「ハイキュー!!」の第1期エンディングテーマとなる。
  - 8月の日本武道館公演のチケット一般発売開始。即完売する。
- 8月
  - 19日、2度目となる日本武道館公演「ニコ　タッチズ　ザ　ウォールズ　ノ　ブドウカン」開催。約9000人を動員し成功を収める。
  - 20日、16thシングル『TOKYO Dreamer』リリース。

2015年
- 2月
  - 4日、バンド初のアコースティックアルバムとなる、『Howdy!! We are ACO Touches the Walls』をリリース[2]
- 5月
  - 21日、6月リリース予定の17thシングル『まっすぐなうた』のツアー、「まっすぐなツアー」スタート。同年7月19日まで全17公演を開催。
- 6月
  - 14日、大阪城ホールにおいて初のワンマンライブ「NICO Touches the Walls LIVE SPECIAL 2015 "渦と渦 〜西の渦〜"」を、12月23日に行うことを発表。
  - 24日、17thシングル『まっすぐなうた』リリース。このシングルには先日発表された、大阪城ホールでのワンマンライブの先行抽選応募チケットが封入される。
- 7月
  - 19日、3度目となる日本武道館公演「NICO Touches the Walls LIVE SPECIAL 2016 "渦と渦 〜東の渦〜"」を来年1月8日に行うことを発表。
- 8月
  - 8日、「ROCK IN JAPAN FESTIVAL 2015」3日目に出演。
- 9月
  - 2日、18thシングル『渦と渦』リリース。『渦と渦』はテレビアニメ「アルスラーン戦記」の主題歌となる。このシングルには12月の大阪城ホール公演、そして3度目の日本武道館公演の先行抽選応募チケットが封入される。
- 11月
  - 13日、古村が右手の第4、5中手骨に伴い、12月23日に開催予定だった大阪城ホールでのライブを2016年5月6日に延期することを発表。また、12月31日に出演予定であったCOUNTDOWN JAPAN 15/16も出演キャンセルとなった（EARTH STAGEのトリを務める予定だった）[3]。

2016年
- 1月
  - 8日、「LIVE SPECIAL 2015"渦と渦～東の渦～」を日本武道館にて開催

- 3月
  - 4月にかけ、ワンマンツアー「NICO Touches the Walls TOUR 2016 "勇気も愛もないなんて”」全国14公演、対バンツアー「ニコ タッチズ ザ ウォールズ ノ フェスト'16」4公演を開催。
  - 16日、約3年振りとなる6th アルバム『勇気も愛もないなんて』をリリース。オリコン最高位5位を獲得。

- 4月
  - 29日、「ARABAKI ROCK FEST.16」に出演

- 5月
  - 3日、19th シングル 『ストラト』をリリース。『ストラト』は映画「ヒーローマニア-生活-」の主題歌となる。また、10th DVD 『Library Vol.3』も同時にリリース。
  - 同日、「JAPAN JAM BEACH 2016」に出演
  - 6日、延期となっていた「LIVE SPECIAL 2015"渦と渦～西の渦～」を大阪城ホールにて開催。
  - 28日、「VIVA LA ROCK 2016」に出演

- 6月
  - 4日、「百万石音楽祭 2016～ミリオンロックフェスティバル～」に出演

- 7月
  - 9月にかけ、夏フェス各所6公演に出演

- 11月
  - 25日、「1125/2016」を赤坂BLITZにて開催
  - 30日、20th シングル 『マシ・マシ』をリリース。『マシ・マシ』はMBS/TBS系アニメーション「ハイキュー!!」の第3期エンディングテーマとなる。（『天地ガエシ』以来2度目）

- 12月
  - 28日、「FM802 ROCK FESTIVAL RADIO CRAZY 2016」に出演
  - 31日、「COUNTDOWN JAPAN 16/17」EARTH STAGEにて出演

2017年
- 2月
  - 5月にかけ、ワンマンツアー「NICO Touches the Walls TOUR 2017 “Fighting NICO”」全国21公演を開催

- 3月
  - 15日、11th DVD 『NICO Touches the Walls LIVE SPECIAL 2016 ”渦と渦 ～西の渦～”』をリリース。

- 5月
  - 4日、「JAPAN JAM 2017」に出演

- 7月
  - 9月にかけ、夏フェス各所8公演に出演

- 11月
  - 25日、「1125/2017 -ニコフェスト!-」を幕張メッセ国際展示場にて開催。これまでの1125はワンマンか対バン形式であったが、この年はフェス形式での開催となった。

- 12月
  - 6日、約1年振りとなる新作のEP 『OYSTER -EP-』をリリース。 『Funny Side Up!』はMBS/TBSドラマイズム「目玉焼きの黄身 いつつぶす?」の主題歌となる。
  - 冬フェス各所3公演に出演。

2019年
- 6月
  - 5日、7th アルバム『QUIZMASTER』をリリース。これが活動終了する前の最後のアルバムだった。

- 11月
  - 15日、オフィシャルサイトにて活動終了が発表された。

## ディスコグラフィ

### メジャー

#### CDシングル
| 発売日                                | 作品名                      | チャート最高位 | チャート最高位  | 規格品番                        | 規格品番  | 規格品番       | 規格品番       | 収録アルバム         |
| ------------------------------------- | --------------------------- | -------------- | --------------- | ------------------------------- | --------- | -------------- | -------------- | -------------------- |
| 発売日                                | 作品名                      | オリコン       | Billboard Japan | 初回生産限定盤                  | 通常盤    | 期間生産限定盤 | 完全生産限定盤 | 収録アルバム         |
| Ki/oon Records                        |                             |                |                 |                                 |           |                |                |                      |
| 2008年2月20日                         | 夜の果て                    | 61             | 54              | -                               | KSCL-1209 | -              | -              | Who are you?         |
| 2008年6月4日                          | THE BUNGY                   | 73             | 47              | KSCL-1246/7                     | KSCL-1248 | -              | -              | Who are you?         |
| 2008年8月13日                         | Broken Youth                | 35             | 32              | -                               | KSCL-1268 | -              | -              | Who are you?         |
| 2009年5月13日                         | ビッグフット                | 24             | 24              | -                               | -         | -              | KSCL-1383      | オーロラ             |
| 2009年8月12日                         | ホログラム                  | 11             | 8               | KSCL-1436/7                     | KSCL-1438 | KSCL-1439      | -              | オーロラ             |
| 2009年11月4日                         | かけら -総べての想いたちへ- | 26             | 24              | -                               | KSCL-1469 | -              | -              | オーロラ             |
| 2010年8月11日                         | サドンデスゲーム            | 28             | 37              | -                               | -         | -              | KSCL-1625/6    | PASSENGER            |
| 2011年1月12日                         | Diver                       | 7              | 10              | KSCL-1725/6                     | KSCL-1727 | -              | -              | PASSENGER            |
| 2011年8月17日                         | 手をたたけ                  | 15             | 13              | KSCL-1836/7                     | KSCL-1838 | -              | -              | HUMANIA              |
| Ki/oon Music                          |                             |                |                 |                                 |           |                |                |                      |
| 2012年5月16日                         | 夏の大三角形                | 16             | 16              | KSCL-2023/4                     | KSCL-2025 | -              | KSCL-2020/1/2  | Shout to the Walls!  |
| 2012年12月19日                        | 夢1号                       | 14             | 11              | KSCL-2070/1                     | KSCL-2072 | -              | -              | Shout to the Walls!  |
| 2013年3月27日                         | Mr.ECHO                     | 19             | 16              | KSCL-2226/7                     | KSCL-2228 | -              | -              | Shout to the Walls!  |
| 2013年7月10日                         | ニワカ雨ニモ負ケズ          | 13             | 12              | KSCL-2261/2 (A) KSCL-2263/4 (B) | KSCL-2265 | -              | -              | 勇気も愛もないなんて |
| 2014年3月5日                          | ローハイド                  | 21             | 20              | KSCL-2433/4                     | KSCL-2435 | -              | -              | 勇気も愛もないなんて |
| Ki/oon Music / Sony Music Labels Inc. |                             |                |                 |                                 |           |                |                |                      |
| 2014年6月11日                         | 天地ガエシ                  | 12             | 12              | KSCL-2443/4                     | KSCL-2445 | -              | -              | 勇気も愛もないなんて |
| 2014年8月20日                         | TOKYO Dreamer               | 20             | 20              | KSCL-2453/4                     | KSCL-2455 | -              | -              | 勇気も愛もないなんて |
| 2015年6月24日                         | まっすぐなうた              | 16             | 17              | KSCL-2593/4                     | KSCL-2595 | -              | -              | 勇気も愛もないなんて |
| 2015年9月2日                          | 渦と渦                      | 11             | 11              | KSCL-2623/4                     | KSCL-2625 | KSCL-2626/7    | -              | 勇気も愛もないなんて |
| 2016年5月3日                          | ストラト                    | 13             | 16              | KSCL-2723/4                     | KSCL-2725 | -              | -              | -                    |
| 2016年11月30日                        | マシ・マシ                  | 17             | 19              | KSCL-2823/4                     | KSCL-2825 | -              | -              | -                    |

#### EP
| 発売日                                | 作品名       | チャート最高位 | チャート最高位  | 規格品番    |
| ------------------------------------- | ------------ | -------------- | --------------- | ----------- |
| 発売日                                | 作品名       | オリコン       | Billboard Japan | 規格品番    |
| Ki/oon Music / Sony Music Labels Inc. |              |                |                 |             |
| 2017年12月6日                         | OYSTER -EP-  | 22             | 19              | KSCL-3008/9 |
| 2018年7月25日                         | TWISTER -EP- | 22             | 19              | KSCL-3125/6 |

#### オリジナル・アルバム
|         | 発売日         | タイトル             | 品番                                                                          | 最高位 |
| ------- | -------------- | -------------------- | ----------------------------------------------------------------------------- | ------ |
| 1stミニ | 2007年11月21日 | How are you?         | KSCL-1184                                                                     | 127位  |
| 1st     | 2008年9月24日  | Who are you?         | KSCL-1291/92（初回限定盤） KSCL-1293（通常盤）                                | 11位   |
| 2nd     | 2009年11月25日 | オーロラ             | KSCL-1525/26（初回限定盤） KSCL-1527（通常盤）                                | 17位   |
| 3rd     | 2011年4月6日   | PASSENGER            | KSCL-1767/68（初回限定盤） KSCL-1769（通常盤）                                | 15位   |
| 4th     | 2011年12月7日  | HUMANIA              | KSCL-1884/85（初回限定盤） KSCL-1886（通常盤）                                | 10位   |
| 5th     | 2013年4月24日  | Shout to the Walls!  | KSCL-2223/24（初回限定盤） KSCL-2225（通常盤）                                | 5位    |
| 6th     | 2016年3月16日  | 勇気も愛もないなんて | KSCL-2710/11（初回限定盤） KSCL-2712（通常盤）                                | 5位    |
| 7th     | 2019年6月5日   | QUIZMASTER           | KSCL-3171/73（完全生産限定盤） KSCL-3174/76（初回限定盤） KSCL-3177（通常盤） | 12位   |

#### アコースティック・アルバム
|     | 発売日       | タイトル                             | 品番                                                                           | 最高位 |
| --- | ------------ | ------------------------------------ | ------------------------------------------------------------------------------ | ------ |
| 1st | 2015年2月4日 | Howdy!! We are ACO Touches the Walls | KSCL-2543/44（初回限定盤） KSCL-2545（通常盤） KSJL-6178（生産限定アナログ盤） | 10位   |

#### ベスト・アルバム
|     | 発売日       | タイトル                              | 品番                                           | 最高位 |
| --- | ------------ | ------------------------------------- | ---------------------------------------------- | ------ |
| 1st | 2014年2月5日 | ニコ タッチズ ザ ウォールズ ノ ベスト | KSCL-2423/24（初回限定盤） KSCL-2425（通常盤） | 5位    |

#### 映像作品
記載なしの場合はDVDのみ。

#### 書籍
1. NICO Touches the Walls 旅の軌跡 -Interview and Photo Chronicle 2007-2012-（2012年8月16日）

### インディーズ

#### ミニアルバム
|     | 発売日         | タイトル           | 規格品番  | 備考              |
| --- | -------------- | ------------------ | --------- | ----------------- |
| 1st | 2006年2月2日   | Walls Is Beginning | SCLX-2022 |                   |
| 2nd | 2006年10月18日 | runova x handover  | SCLX-2023 | オリコン最高229位 |

#### CDシングル
|     | 発売日        | タイトル                 | 規格品番  | 備考              | 収録アルバム |
| --- | ------------- | ------------------------ | --------- | ----------------- | ------------ |
| 1st | 2007年6月13日 | Primitive-disc「エデン」 | SCLX-2024 | オリコン最高185位 | Who are you? |

#### DVD
| 発売日       | タイトル                               | 収録曲                           | 備考                |
| ------------ | -------------------------------------- | -------------------------------- | ------------------- |
| 2006年8月    | LIVE DVD                               | 1. 行方 2. そのTAXI, 160km/h     | ※ライブ会場限定発売 |
| 2006年9月9日 | 0605-0607 〜monthly live & recording〜 | 1. 泥んこドビー 2. 3年目の頭痛薬 | ※ライブ会場限定発売 |
| 2009年12月   | All,Always Walls vo.3 〜Turkeyism〜    |                                  |                     |

## ミュージックビデオ
| 公開年 | 監督             | 曲名                          | 備考                  |
| ------ | ---------------- | ----------------------------- | --------------------- |
| 2006年 | GOO/TAR GRAPHICS | そのTAXI,160km/h              |                       |
| 2006年 | 須永秀明         | アボガド                      |                       |
| 2007年 | 須藤カンジ       | (My Sweet) Eden               |                       |
| 2007年 | 須藤カンジ       | image training                |                       |
| 2008年 | 須永秀明         | 夜の果て                      |                       |
| 2008年 | スミス           | THE BUNGY                     |                       |
| 2008年 | 須永秀明         | Broken Youth                  | 出演:日置かや         |
| 2008年 | 高橋嘉幸         | (My Sweet) Eden -Summer 2008- |                       |
| 2009年 | 柿本ケンサク     | ビッグフット                  |                       |
| 2009年 | 須永秀明         | ホログラム                    |                       |
| 2009年 | 須永秀明         | 風人 〜映画『蟹工船』ver.〜   |                       |
| 2009年 | 熊坂出           | かけら−総べての想いたちへ−    | 出演:向井理・中島真一 |
| 2010年 | 竹内鉄郎         | サドンデスゲーム              |                       |
| 2010年 | 関和亮           | Diver                         |                       |
| 2011年 | 関和亮           | 妄想隊員A                     | 出演:千国めぐみ       |
| 2011年 | 高原ヨウスケ     | マトリョーシカ                |                       |
| 2011年 | 関和亮           | 手をたたけ                    |                       |
| 2011年 | 関和亮           | バイシクル                    |                       |
| 2011年 | 関和亮           | Endless roll                  |                       |
| 2012年 | 吉江善太         | 夏の大三角形                  |                       |
| 2012年 | 多田卓也         | 夢1号                         |                       |
| 2013年 | 鎌谷聡次郎       | Mr.ECHO                       |                       |
| 2013年 | 柿本ケンサク     | チェインリアクション          |                       |
| 2013年 | 中村浩紀         | ニワカ雨ニモ負ケズ            |                       |
| 2014年 | スミス           | ローハイド                    |                       |
| 2014年 | 飯塚健           | 天地ガエシ                    | 出演:大友花恋         |
| 2014年 | 大谷太郎         | バケモノ                      | 出演:三浦春馬         |
| 2014年 | 鎌谷聡次郎       | TOKYO Dreamer                 |                       |
| 2015年 | 朝田洋介         | 口笛吹いて、こんにちは        |                       |
| 2015年 | 中村浩紀         | まっすぐなうた                |                       |
| 2015年 | 斎藤渉           | 渦と渦                        |                       |
| 2016年 | 鎌谷聡次郎       | ストラト                      |                       |
| 2016年 | 松田広輝         | マシ・マシ                    |                       |
| 2017年 | 松田広輝         | Funny Side Up!                |                       |
| 2018年 | 松田広輝         | VIBRIO VULNIFICUS             |                       |
| 2019年 | 松田広輝         | 18?                           |                       |

## タイアップ一覧
| 使用年 | 曲名                        | タイアップ | 収録作品                                                                                  |
| ------ | --------------------------- | --- | ----------------------------------------------------------------------------------------- |
| 2007年 | image training              | 岩手めんこいテレビ『BEATNIKS』エンディングテーマ                                                                                | 『How are you?』 『Who are you?』 『ニコ タッチズ ザ ウォールズ ノ ベスト』               |
| 2007年 | image training              | テレビ東京系『JAPAN COUNTDOWN』2007年11月度オープニングテーマ                                                                   | 『How are you?』 『Who are you?』 『ニコ タッチズ ザ ウォールズ ノ ベスト』               |
| 2007年 | image training              | 江崎グリコ「ポッキーチョコレート」スペースシャワーTVバージョンCFソング                                                          | 『How are you?』 『Who are you?』 『ニコ タッチズ ザ ウォールズ ノ ベスト』               |
| 2008年 | 夜の果て                    | 岩手めんこいテレビほか『Break Point!』オープニングテーマ                                                                        | 「夜の果て」 『Who are you?』                                                             |
| 2008年 | 夜の果て                    | 北海道テレビ『夢チカ18』オープニングテーマ                                                                                      | 「夜の果て」 『Who are you?』                                                             |
| 2008年 | THE BUNGY                   | 日本テレビ系『音楽戦士 MUSIC FIGHTER』2008年6月度エンディングテーマ                                                             | 「THE BUNGY」 『Who are you?』 『ニコ タッチズ ザ ウォールズ ノ ベスト』                  |
| 2008年 | Broken Youth                | テレビ東京系アニメ『NARUTO -ナルト- 疾風伝』エンディングテーマ（第64話 - 第77話）                                               | 「Broken Youth」 『Who are you?』                                                         |
| 2008年 | Broken Youth                | テレビ東京系『JAPAN COUNTDOWN』2008年8月度オープニングテーマ                                                                    | 「Broken Youth」 『Who are you?』                                                         |
| 2009年 | ホログラム                  | MBS・TBS系アニメ『鋼の錬金術師 FULLMETAL ALCHEMIST』第2期オープニングテーマ（第15話 - 第26話）/第64話(最終話)エンディングテーマ | 「ホログラム」 『オーロラ』 『ニコ タッチズ ザ ウォールズ ノ ベスト』                     |
| 2009年 | ホログラム                  | テレビ神奈川『saku saku』8月度エンディングテーマ                                                                                | 「ホログラム」 『オーロラ』 『ニコ タッチズ ザ ウォールズ ノ ベスト』                     |
| 2009年 | ホログラム                  | レコチョク「レコチョク」CMソング                                                                                                | 「ホログラム」 『オーロラ』 『ニコ タッチズ ザ ウォールズ ノ ベスト』                     |
| 2009年 | 風人                        | IMJエンタテインメント配給映画『蟹工船』主題歌                                                                                   | 「ホログラム」 『オーロラ』                                                               |
| 2009年 | 風人                        | ケータイ音楽ドラマ「DOR＠MO」用コンテンツ『美少女☆蟹工船』主題歌                                                                | 「ホログラム」 『オーロラ』                                                               |
| 2009年 | かけら -総べての想いたちへ- | 読売テレビ・日本テレビ系 木曜ナイトドラマ『傍聴マニア09〜裁判長!ここは懲役4年でどうすか〜』主題歌                               | 「かけら -総べての想いたちへ-」 『オーロラ』 『ニコ タッチズ ザ ウォールズ ノ ベスト』    |
| 2009年 | かけら -総べての想いたちへ- | テレビ愛知『a-ha-N Music Channel』エンディングテーマ                                                                            | 「かけら -総べての想いたちへ-」 『オーロラ』 『ニコ タッチズ ザ ウォールズ ノ ベスト』    |
| 2011年 | Diver                       | テレビ東京系アニメ『NARUTO -ナルト- 疾風伝』オープニングテーマ（第180話 - 第205話）                                             | 「Diver」 『PASSENGER』 『ニコ タッチズ ザ ウォールズ ノ ベスト』                         |
| 2011年 | Diver                       | テレビ東京系アニメ『NARUTO -ナルト- 少年篇』エンディングテーマ（第98話 - 第123話）                                              | 「Diver」 『PASSENGER』 『ニコ タッチズ ザ ウォールズ ノ ベスト』                         |
| 2011年 | Diver                       | 全国音楽情報TV『MUSIC B.B.』1月度オープニングテーマ                                                                             | 「Diver」 『PASSENGER』 『ニコ タッチズ ザ ウォールズ ノ ベスト』                         |
| 2011年 | ロデオ                      | 大阪デザイナー専門学校 CMソング                                                                                                 | 『PASSENGER』                                                                             |
| 2011年 | マトリョーシカ              | フジテレビ系アニメ ノイタミナ『C』オープニングテーマ                                                                            | 『PASSENGER』 『ニコ タッチズ ザ ウォールズ ノ ベスト』                                   |
| 2011年 | 手をたたけ                  | KDDI「au LISMO!」CMソング | 「手をたたけ」 『HUMANIA』 『ニコ タッチズ ザ ウォールズ ノ ベスト』                      |
| 2011年 | 手をたたけ                  | レコチョク「レコチョク」CMソング                                                                                                | 「手をたたけ」 『HUMANIA』 『ニコ タッチズ ザ ウォールズ ノ ベスト』                      |
| 2011年 | バイシクル                  | テレビ朝日系 金曜ナイトドラマ『11人もいる!』主題歌                                                                              | 『HUMANIA』 『ニコ タッチズ ザ ウォールズ ノ ベスト』                                     |
| 2011年 | Endless roll                | フェイス・トゥ・フェイス/リベロ配給映画『スイッチを押すとき』主題歌                                                             | 『HUMANIA』                                                                               |
| 2012年 | 夏の大三角形                | カルピス「カルピスウォーター」2012年度CMソング                                                                                  | 「夏の大三角形」 『Shout to the Walls!』 『ニコ タッチズ ザ ウォールズ ノ ベスト』        |
| 2012年 | 夏の大三角形                | レコチョク「レコチョク」CMソング                                                                                                | 「夏の大三角形」 『Shout to the Walls!』 『ニコ タッチズ ザ ウォールズ ノ ベスト』        |
| 2012年 | 夏の大三角形                | テレビ東京系『ロック兄弟』5月度オープニングテーマ                                                                               | 「夏の大三角形」 『Shout to the Walls!』 『ニコ タッチズ ザ ウォールズ ノ ベスト』        |
| 2012年 | 夢1号                       | TBS系『COUNT DOWN TV』2012年12月度オープニングテーマ                                                                            | 「夢1号」 『Shout to the Walls!』                                                         |
| 2012年 | ランナー                    | TBS系『全日本実業団女子駅伝2012』テーマソング                                                                                   | 『Shout to the Walls!』                                                                   |
| 2013年 | ランナー                    | TBS系『ニューイヤー駅伝2013』テーマソング                                                                                       | 『Shout to the Walls!』                                                                   |
| 2013年 | チェインリアクション        | new balance「一瞬で、つながれ。」CMソング                                                                                       | 「Mr.ECHO」 『Shout to the Walls!』                                                       |
| 2013年 | 太陽が笑ってら              | 映画『セブンデイズ リポート』主題歌                                                                                             | 「ローハイド」                                                                            |
| 2013年 | ニワカ雨ニモ負ケズ          | テレビ東京系アニメ『NARUTO -ナルト- 疾風伝』オープニングテーマ（第307話 - 第332話）                                             | 「ニワカ雨ニモ負ケズ」 『ニコ タッチズ ザ ウォールズ ノ ベスト』 『勇気も愛もないなんて』 |
| 2013年 | ニワカ雨ニモ負ケズ          | テレビ東京系『ロック兄弟』7月度エンディングテーマ                                                                               | 「ニワカ雨ニモ負ケズ」 『ニコ タッチズ ザ ウォールズ ノ ベスト』 『勇気も愛もないなんて』 |
| 2014年 | パンドーラ                  | アスミック・エース配給映画『ゲノムハザード ある天才科学者の5日間』日本版イメージソング                                          | 『ニコ タッチズ ザ ウォールズ ノ ベスト』                                                 |
| 2014年 | ローハイド                  | テレビ朝日系『musicる TV』2014年2月度オープニングテーマ                                                                         | 「ローハイド」 『ニコ タッチズ ザ ウォールズ ノ ベスト』 『勇気も愛もないなんて』         |
| 2014年 | ローハイド                  | KBS京都『京スポ』3月度エンディングテーマ                                                                                        | 「ローハイド」 『ニコ タッチズ ザ ウォールズ ノ ベスト』 『勇気も愛もないなんて』         |
| 2014年 | 天地ガエシ                  | MBS・TBS系アニメ『ハイキュー!!』第1期第1クールエンディングテーマ                                                                | 「天地ガエシ」 『勇気も愛もないなんて』                                                   |
| 2014年 | バケモノ                    | 日本テレビ系ヤングサスペンスドラマ第一弾『殺人偏差値70』主題歌                                                                  | 「TOKYO Dreamer」                                                                         |
| 2014年 | TOKYO Dreamer               | MBS・TOKYO MXほかアニメ『キャプテン・アース』オープニングテーマ（第14話 - 第25話）                                              | 「TOKYO Dreamer」 『勇気も愛もないなんて』                                                |
| 2015年 | まっすぐなうた              | 海外ドラマ『The 100/ハンドレッド』(ファースト・シーズン) イメージソング                                                         | 「まっすぐなうた」 『勇気も愛もないなんて』                                               |
| 2015年 | 渦と渦                      | MBS・TBS系アニメ『アルスラーン戦記』オープニングテーマ                                                                          | 「渦と渦」 『勇気も愛もないなんて』                                                       |
| 2015年 | 渦と渦                      | 毎日放送『女の子宣言! アゲぽよTV』9月度エンディングテーマ                                                                       | 「渦と渦」 『勇気も愛もないなんて』                                                       |
| 2016年 | エーキューライセンス        | KKBOX「K子ネイル アーティストと一緒に聴く」篇/「K子ネイル 4000曲ダウンロード」篇CMソング                                        | 『勇気も愛もないなんて』                                                                  |
| 2016年 | ストラト                    | 東映/日活配給映画『ヒーローマニア-生活-』主題歌                                                                                 | 「ストラト」                                                                              |
| 2016年 | マシ・マシ                  | MBS・TBS系アニメ『ハイキュー!! 烏野高校 VS 白鳥沢学園高校』エンディングテーマ                                                   | 「マシ・マシ」                                                                            |
| 2017年 | Funny Side Up!              | MBS・TBS系ドラマイズム『目玉焼きの黄身 いつつぶす?』主題歌                                                                      | 「OYSTER -EP-」                                                                           |
| 2018年 | VIBRIO VULNIFICUS           | テレビ東京系 ドラマ24『GIVER 復讐の贈与者』エンディングテーマ                                                                   | 「TWISTER -EP-」                                                                          |

## ヘビーローテーション/パワープレイ

### テレビ
| 放送年 | 曲名           | ヘビーローテーション/パワープレイ          |
| ------ | -------------- | ------------------------------------------ |
| 2007年 | image training | スペースシャワーTV 2007年11月度POWER PUSH! |

## 出演

### テレビ
ここでは主な出演歴を掲載する。
- ミュージックステーション（テレビ朝日）
- JAPAN COUNTDOWN（テレビ東京）
- saku saku（tvk、2011年12月5日 - 12月9日）
- MUSIC JAPAN（NHK総合）

ほか

### ラジオ
- One For Walls, Walls For One（bayfm）

### CM
- au 「LISMO!」
- カルピスカルピスウォーター(2012年-)(2012年3月20日-、全力の君にライブ準備　篇)

## 受賞
- 2004年ヤマハTEENS' MUSIC FESTIVAL ロッテ賞